# Cosa (Aragó)
Cosa és un municipi d'Aragó, situat a la província de Terol i enquadrat a la comarca de Jiloca.
La seua economia es basa en l'agricultura i la ramaderia. Amb una població de 86 habitants, pertany a la zona muntanyenca (situat a 1.150 msnm) de la comarca de Jiloca la població de la qual més important és Calamocha de la qual dista uns 25 km i 80 km de la capital, Terol. Es pot accedir a ell a través de la A-23 (Autovia Mudèjar) eixint de la mateixa en Caminreal i seguint l'adreça de Montalbán per carretera nacional 211 (Alcolea de la Pineda-Tarragona). Limita amb els pobles de Torre los Negros, Barrachina, El Villarejo, Bañón, Rubielos de la Cérida, Alpeñés i Corbatón.

## Edificis representatius
La Casa Gran. És de planta quadrangular amb dues plantes i menuts buits inclosos en el ràfec de mitja canya per a ventilacions en la coberta. Amb portaló d'arc de mig punt de carreus amb imposta motllurada. La segona planta posseeix tres balconades amb interessant reixeria i un rellotge de sol. A l'interior es troba un pati d'entrada a la casa empedrat i una escala il·luminada per un llumenari que s'acusa a l'exterior mitjançant un tambor octogonal.
L'Església de l'Assumpció. Actualment, està en ruïnes excepte les parets exteriors i la torre. Obra barroca del segle xviii de maçoneria, amb tres naus, la central coberta amb volta de mig canó amb llunetes i volta d'aresta i cúpules laterals. Torre en pedra i rajola, de tres cossos. Les obertures estan enquadrades en pilastres i decorats amb dents de serra a l'estil mudèjar. La terminació piramidal de la torre és d'obra recent. S'hi troba el document de la fotografia pegat en un llistó. En el cor de l'església es trobava un faristol en forma de tronc de piràmide. En cadascuna de les cares havia dipositat un llibre de cant amb tapes folrades en pell. Actualment, no se sap el lloc on pot trobar-se.
També existeixen dues fonts a les quals encara van les gents de poble a agafar aigua per a beure per la seua frescor. L'aigua d'aquestes fonts passa a un abeurador on el bestiar sadolla la seua set. La sobrant contínua a una séquia i s'utilitza per a regar els horts que hi ha a la seua riba.
En una de les llomes que envolten el poble es troba una escultura dedicada al Cor de Jesús.
El safareig on anaven les dones del poble a rentar la roba. Encara que actualment existeixen llavadores en les cases encara solen usar-lo esporàdicament.
Les seues festes més importants són l'Assumpció de la Verge i Sant Roque que se celebren els dies 15 i 16 d'agost.

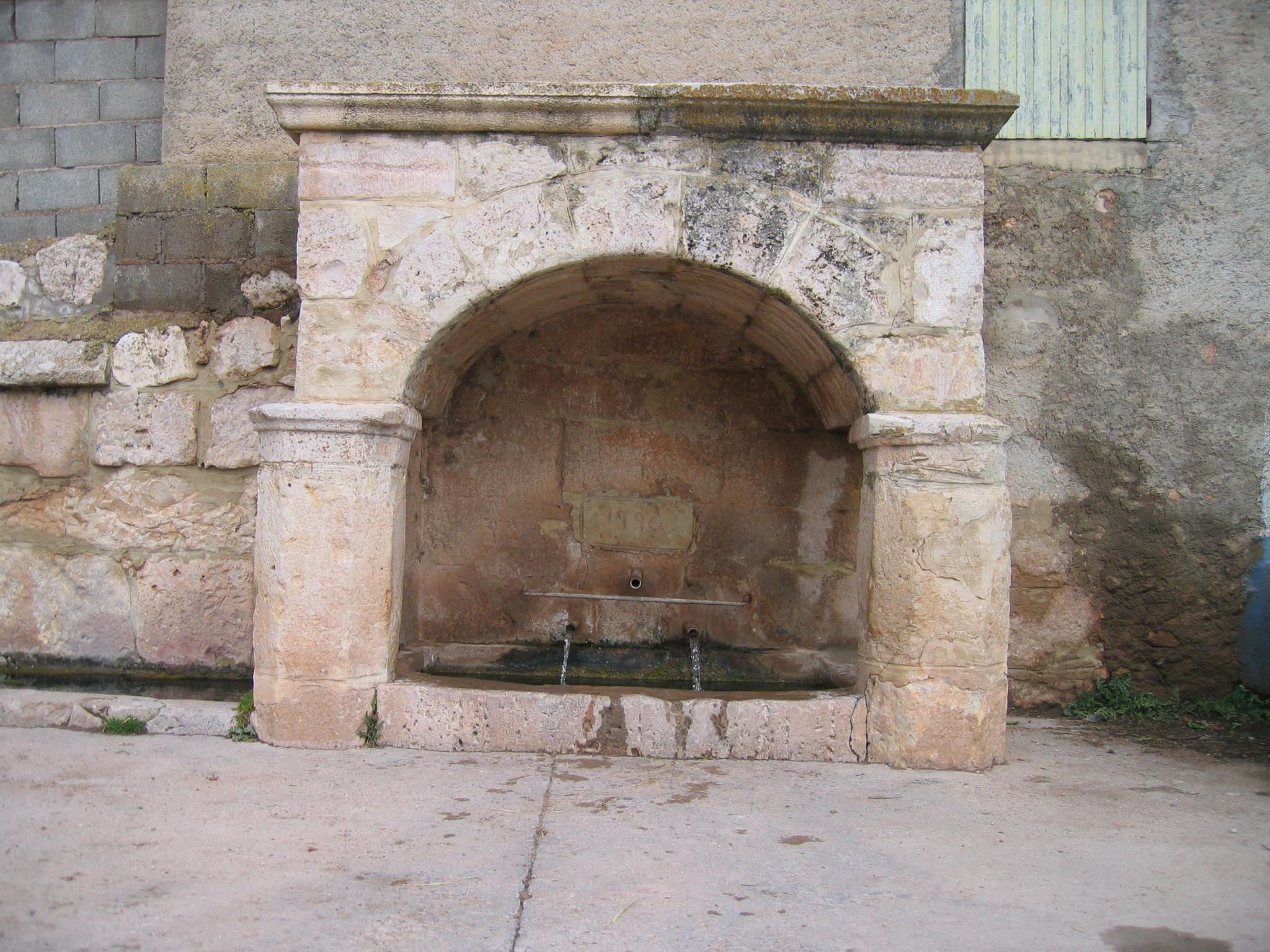
Font del centre del poble
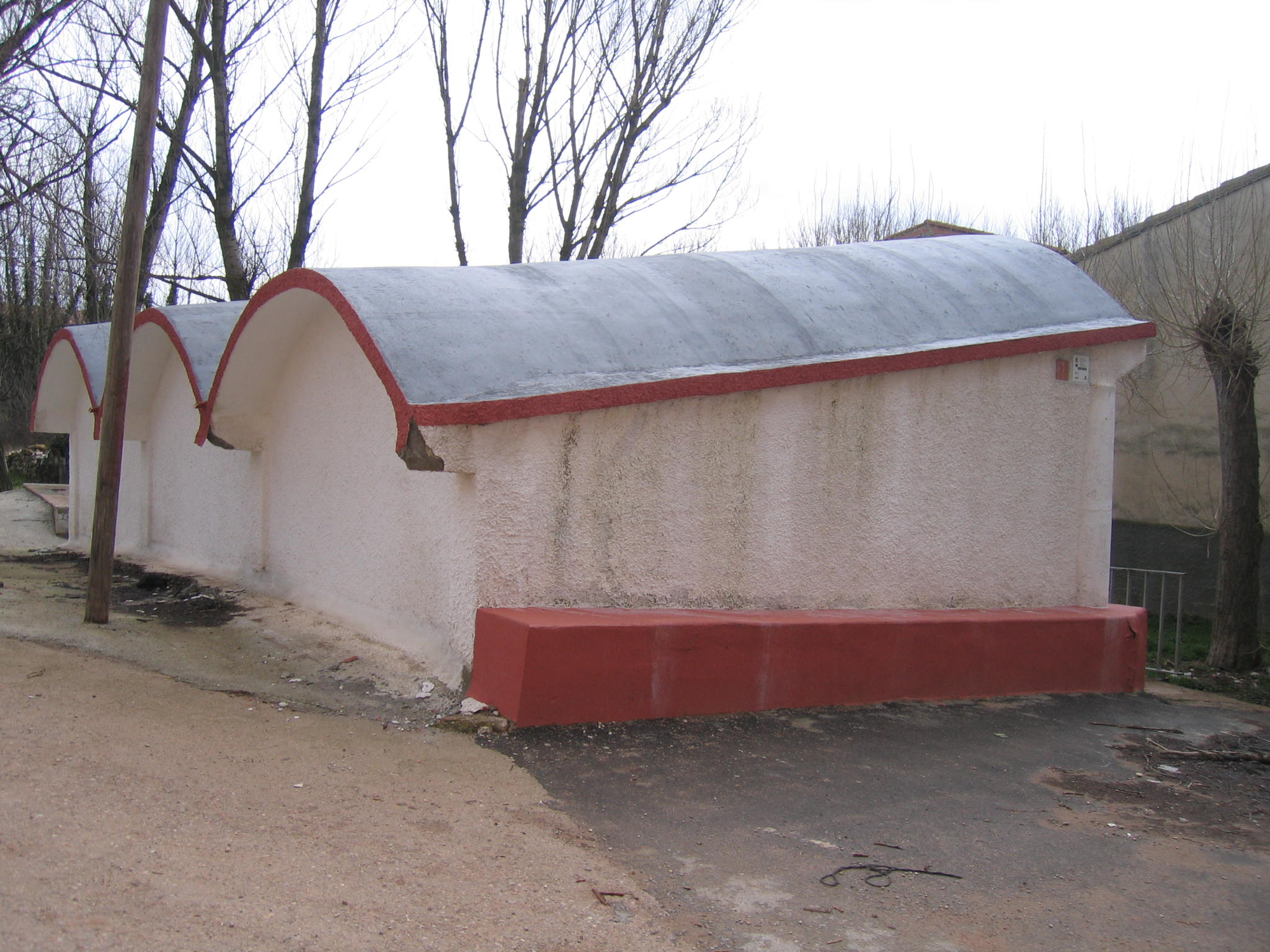
Vista exterior del safareig
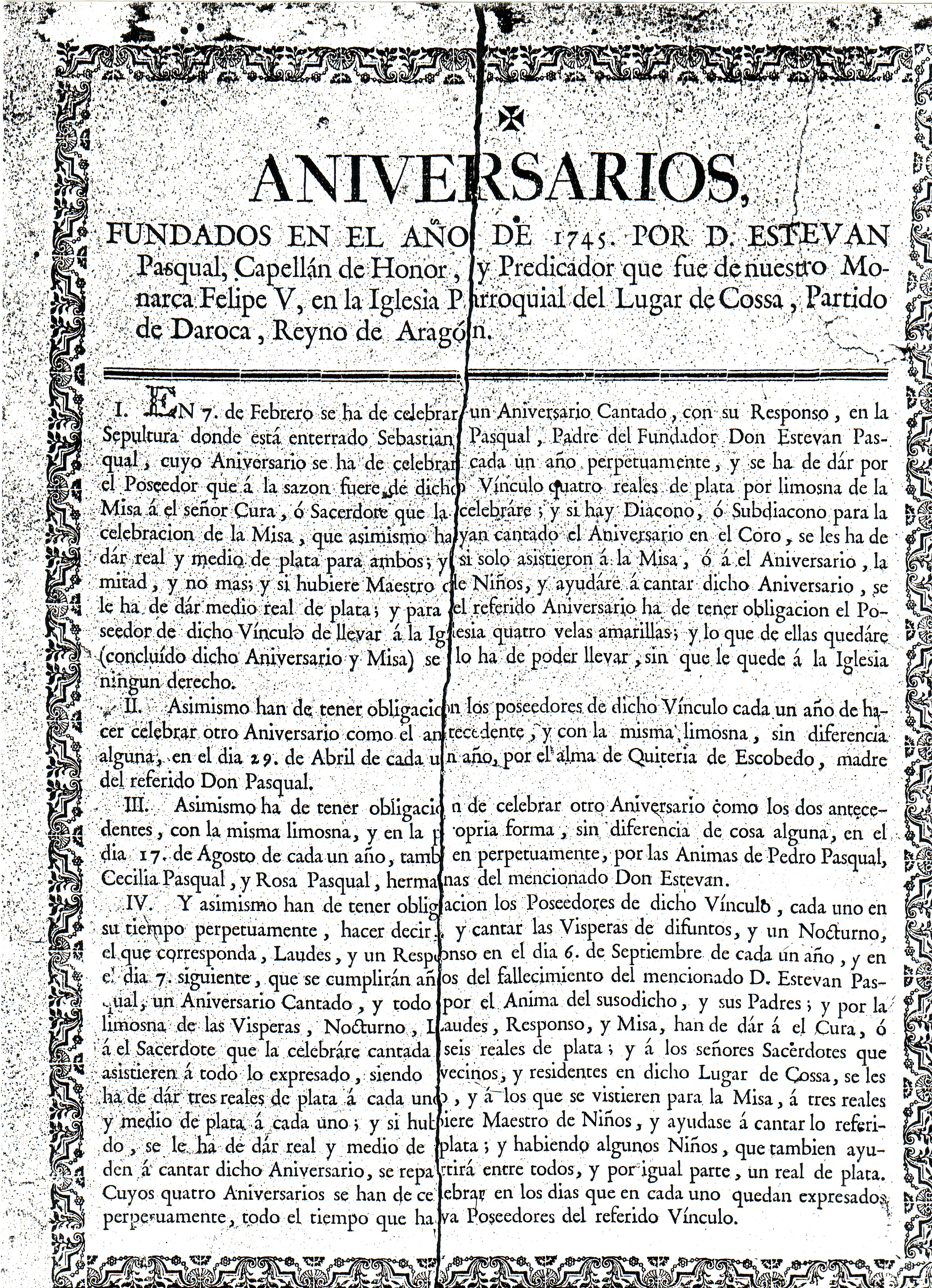
Document trobat en l'antiga Església de l'Assumpció de Cosa